# エクストラネット
エクストラネット（extranet）とは、コンピュータネットワークにおける用語の一つで、複数のイントラネットを相互接続したネットワークシステムのことである。

## 概要
エクストラネットとは限られた範囲で扱われる共有資源を含むセキュリティで保護されたネットワークのことである。
この用語はもともと「イントラネットを拡張したネットワーク」という程度の意味しかなく、この単語が意味する事に関していくつかの議論がなされてきたが、現在ではイントラネットが主に同一の企業またはグループ企業内のネットワークであるのに対し、エクストラネットは電子商取引や電子データ交換などといった異なる企業間での情報通信を行うネットワークシステムのことを主に指す。
また、イントラネット間での通信は通常専用線が使用されるが、以前は異なる企業間での専用線接続が認められていなかったこともあり、エクストラネットでは公衆交換電話網が使用されることが多く、通信先が多数あるいは遠距離だと通信費用が時間従量制で高価となった。規制緩和により、専用線接続や、電気通信事業者の提供するVPNやインターネットを経由しての接続も行われるようになった。このためエクストラネットではファイアウォール、認証、デジタル証明書、VPNなどを使用した、高度な安全性が確保された通信が求められる。
なお海外では Extranetという単語はウェブサイトでのログインユーザのみ見ることのできるページ等の個人部分といった意味で使われることもある。
イントラネットと同様、インターネットで用いられている通信プロトコルを用いてシステムを構築するので、大きな工数をかけることなく、導入できるという利点がある。